# Punani
«Punani» (стилизовано под маюскул и цензурировано как «P****i»; с англ. — «Пизда») — песня американского рэпера 6ix9ine, выпущенная 2 августа 2020 года одновременно с музыкальным клипом в качестве четвёртого сингла со второго студийного альбома TattleTales, который был выпущен 4 сентября 2020 года. Песня была написана 6ix9ine, Эндрю Грином, Крейгом Парксом, Джени Кларком и Джаспером Харрисом и спродюсирована последними двумя.

## Релиз
2 августа 2020 года трек случайно был размещён на сайте Tekashi, после чего был убран через несколько минут. Команда 6ix9ine решила выпустить официальный трек в этот же день в связи с утечкой песни в социальных сетях.

## Музыкальное видео
В отличие от «Gooba», «Trollz» и «Yaya», видеоклип для «Punani» был снят на открытом пространстве в Нью-Йорке после освобождения 6ix9ine из-под домашнего ареста.

## Творческая группа
По данным Tidal.
- 6ix9ine – ведущий исполнитель, автор песни
- Эндрю Грин – автор песни
- Крейг Паркс – автор песни
- Джени Кларк – автор песни, аранжировка, продюсер
- Джаспер Харрисон – автор песни, аранжировка, продюсер
- Алекс Солис – арт-директор, дизайн[6]

## Чарты
| Чарт (2020)                            | Высшая позиция |
| -------------------------------------- | -------------- |
| Чехия (Singles Digitál Top 100)        | 40             |
| Венгрия (Single Top 40)                | 10             |
| Венгрия (Stream Top 40)                | 30             |
| Швейцария (Schweizer Hitparade)        | 84             |
| США (Billboard Bubbling Under Hot 100) | 7              |
| США (Billboard Digital Song Sales)     | 34             |

## История релиза
| Регион | Дата           | Формат                                                  | Лейбл                                | Прим.                       |
| ------ | -------------- | ------------------------------------------------------- | ------------------------------------ | --------------------------- |
| Мир    | 2 августа 2020 | Цифровая дистрибуция стриминг 7-дюймовый сингл CD-сингл | Scumgang Create [англ.] 10K Projects | [ 13 ] [ 14 ] [ 15 ] [ 16 ] |